# CD 00
CD 00 es el octavo álbum de estudio de la banda mexicana OV7 (conocidos hasta 1999 como Onda Vaselina) bajo este nombre. Fue lanzado el 18 de julio de 2000. Sus canciones más populares son Enloquéceme, Más que amor, Jam, Shabadabada y Shake Shake. También fue su último álbum con Columbia antes de pasar a Epic (un otro sello de Sony).

## Antecedentes
El disco es el primero bajo el nombre OV7, totalmente independizados de Julissa, cortando todo vínculo laboral y de amistad con ella. En este disco se une al grupo su nuevo integrante Kalimba que en ese entonces tenía 18 años, reemplazando a Daniel Vázquez.

## Promoción y rendimiento comercial de los sencillos
El álbum se convirtió en un éxito comercial en toda Latinoamérica, Estados Unidos y España, la agrupación realizó una extensa gira de promoción por varios países de Latinoamérica, como Argentina, Venezuela, Chile, Perú, Colombia, Puerto Rico, Costa Rica, Guatemala, El Salvador, Honduras, Bolivia, así como Estados Unidos y España. En México el álbum lidero las listas de ventas por más de 10 semanas consecutivas, logrando vender más de medio millón de copias, convirtiéndolo en uno de los álbumes más vendidos en el país. 
los sencillos "Enloquéceme" y "Shabadabada" alcanzaron las posiciones número 4 y 9 respectivamente en el Top Latín Songs en los Estados Unidos, así como el número uno en el Latin Pop Songs. Enloquéceme también lidero las listas de México, Argentina, España, Puerto Rico, Perú, Guatemala, Costa Rica, Bolivia, Venezuela y Honduras, así como el Top 5 en Colombia, Chile y Ecuador, por otra parte logró ingresar también a las listas de Portugal en el número 97.

## Datos curiosos
El tema "Enloqueceme" fue utilizado como tema principal de la telenovela juvenil mexicana Locura de amor, producida por Televisa en el 2000, al año siguiente en 2001 ganó el premio TVyNovelas a mejor tema musical. 
El tema "Enloquéceme" fue versionado en el 2001 en idioma indonesio por el cantante Acha Septiosa para el opening de la telenovela Locura de amor en Indonesia en su emisión por el canal  SCTV esta versión se tituló "Uh, Baby".
El tema "Shabadabada" , fue versionado en el 2002 en idioma portugués por la cantante brasileña Yasmin Lucas.

## Lista de canciones
| N.º   | Título                                                 | Escritor(es)     | Duración |  |
| 1.    | «Shake Shake» (Óscar, Mariana y Kalimba)               |                  | 3:35     |  |
| 2.    | «Enloquecéme» (Todos)                                  | Ettore Grenci    | 4:12     |  |
| 3.    | «Volveré» (Ari, Mariana, Lidia, Kalimba y Óscar)       |                  | 2:46     |  |
| 4.    | «Que quede claro» (Mariana, Óscar, Lidia y Kalimba)    | Grenci           | 3:48     |  |
| 5.    | «Shabadabada» (Chicos)                                 | Grenci           | 3:57     |  |
| 6.    | «Como eres» (Lidia, Óscar, Mariana, M'Balia y Kalimba) |                  | 3:19     |  |
| 7.    | «Todo lo que quiero» (Óscar y Kalimba)                 | Grenci           | 3:27     |  |
| 8.    | «Al ritmo de la vida» (Kalimba)                        | Grenci           | 4:01     |  |
| 9.    | «Desbaratándome» (Érika, Mariana, Ari y Óscar)         | Grenci           | 4:26     |  |
| 10.   | «Más que amor» (Kalimba, Lidia y Mariana)              | Grenci           | 3:53     |  |
| 11.   | «Atrévete» (M'Balia)                                   |                  | 4:01     |  |
| 12.   | «Jam» (Érika y M'Balia)                                |                  | 4:07     |  |
| 13.   | «Angélica» (Kalimba y Óscar)                           | Stoyan Zachariev | 3:33     |  |
| 48:00 |                                                        |                  |          |  |

| Edición para Japón |                           |               |          |  |
| N.º                | Título                    | Escritor(es)  | Duración |  |
| 14.                | «Enloquéceme» (P&S Remix) | Ettore Grenci | 03:41    |  |
| 15.                | «Shabadabada» (Remix)     | Grenci        | 5:00     |  |

## Certificaciones
| Región                      | Certificación | Ventas  |
| --------------------------- | ------------- | ------- |
| Argentina (CAPIF)           | Oro           | 30,000  |
| Colombia (ASINCOL)          | 3x Platino    | 90,000  |
| España (PROMUSICAE)         | Oro           | 60,000  |
| Estados Unidos (RIAA Latin) | 2x Platino    | 200,000 |
| México (AMPROFON)           | 4x Platino    | 600,000 |
| Perú (AVIMPRO)              | Platino       | 50,000  |
| Puerto Rico (IFPI)          | Platino       | 70,000  |
| Venezuela (AVINPRO)         | Platino       | 40,000  |